# Biserica „Sf. Nicolae” din Zegujani
Biserica „Sf. Nicolae” din Zegujani este un ansamblu de monumente istorice aflat pe teritoriul satului Zegujani din comuna Florești.
Ansamblul este format din următoarele monumente:
- Biserica „Sf. Nicolae” (cod LMI MH-II-m-B-10445.01)
- Turn Clopotniță (cod LMI MH-II-m-B-10445.02)

## Istoric și trăsături
Biserica are hramul Sfântul Ierarh Nicolae și a fost construită între anii 1832-1835.

## Imagini

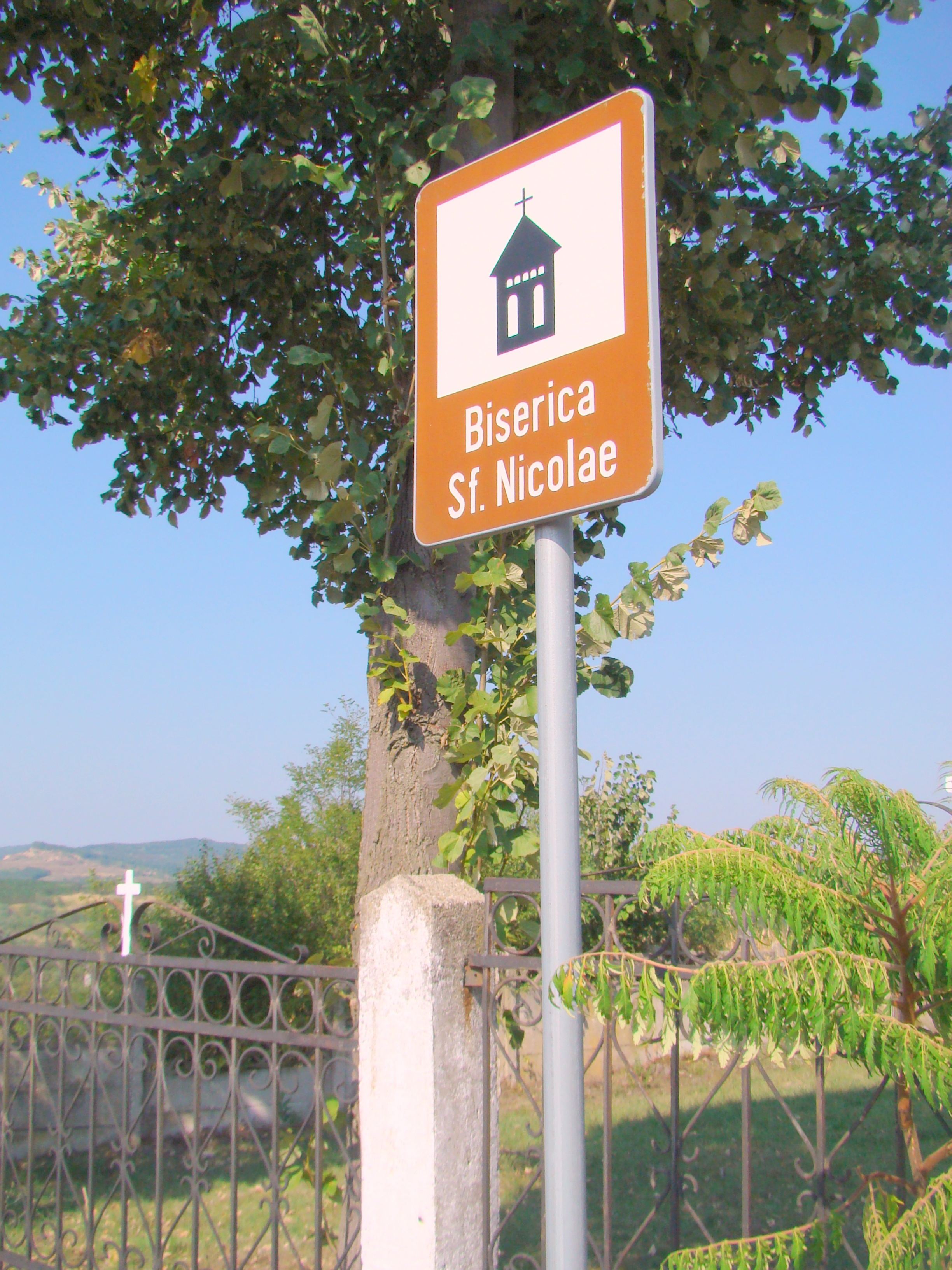
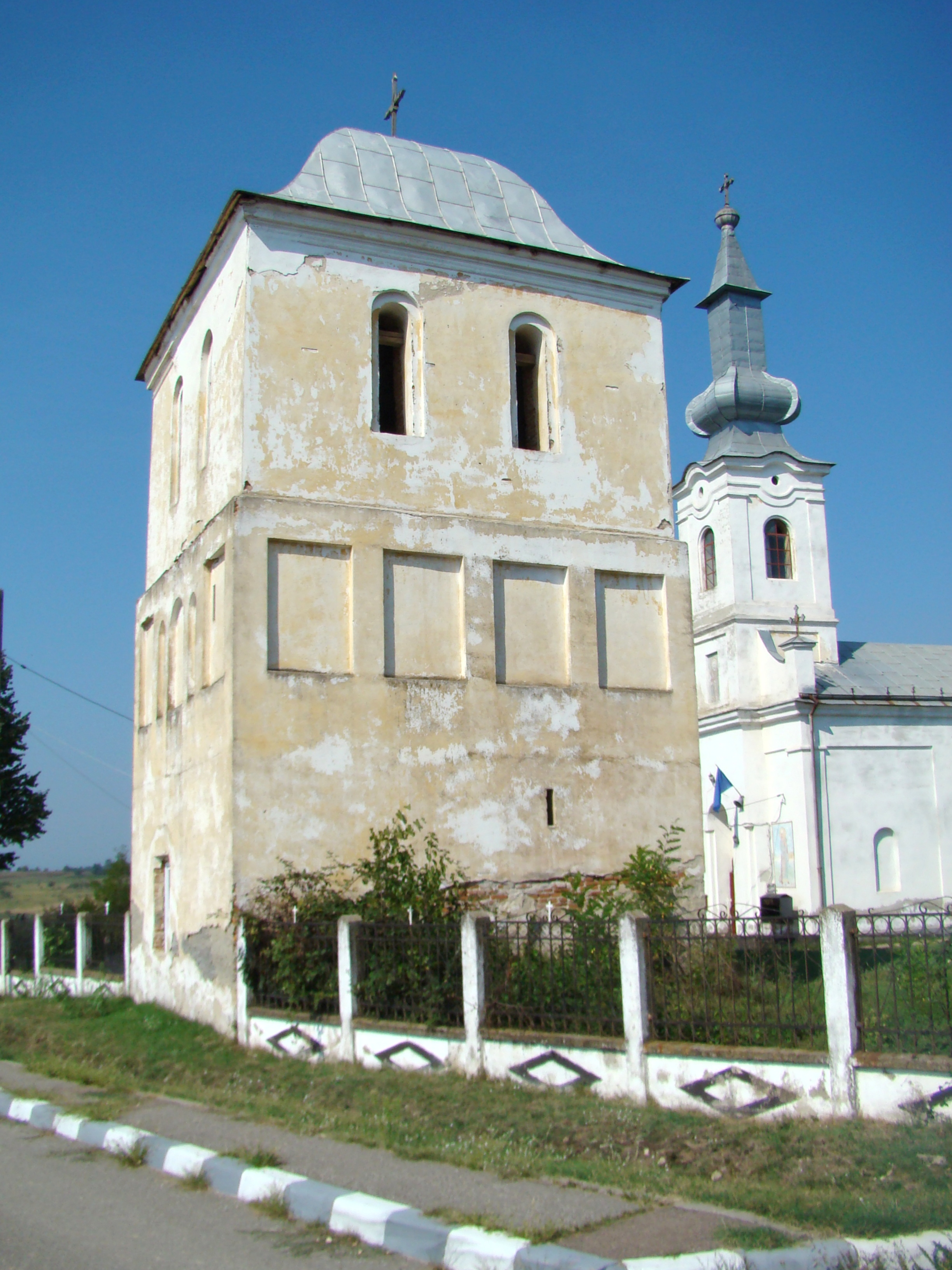
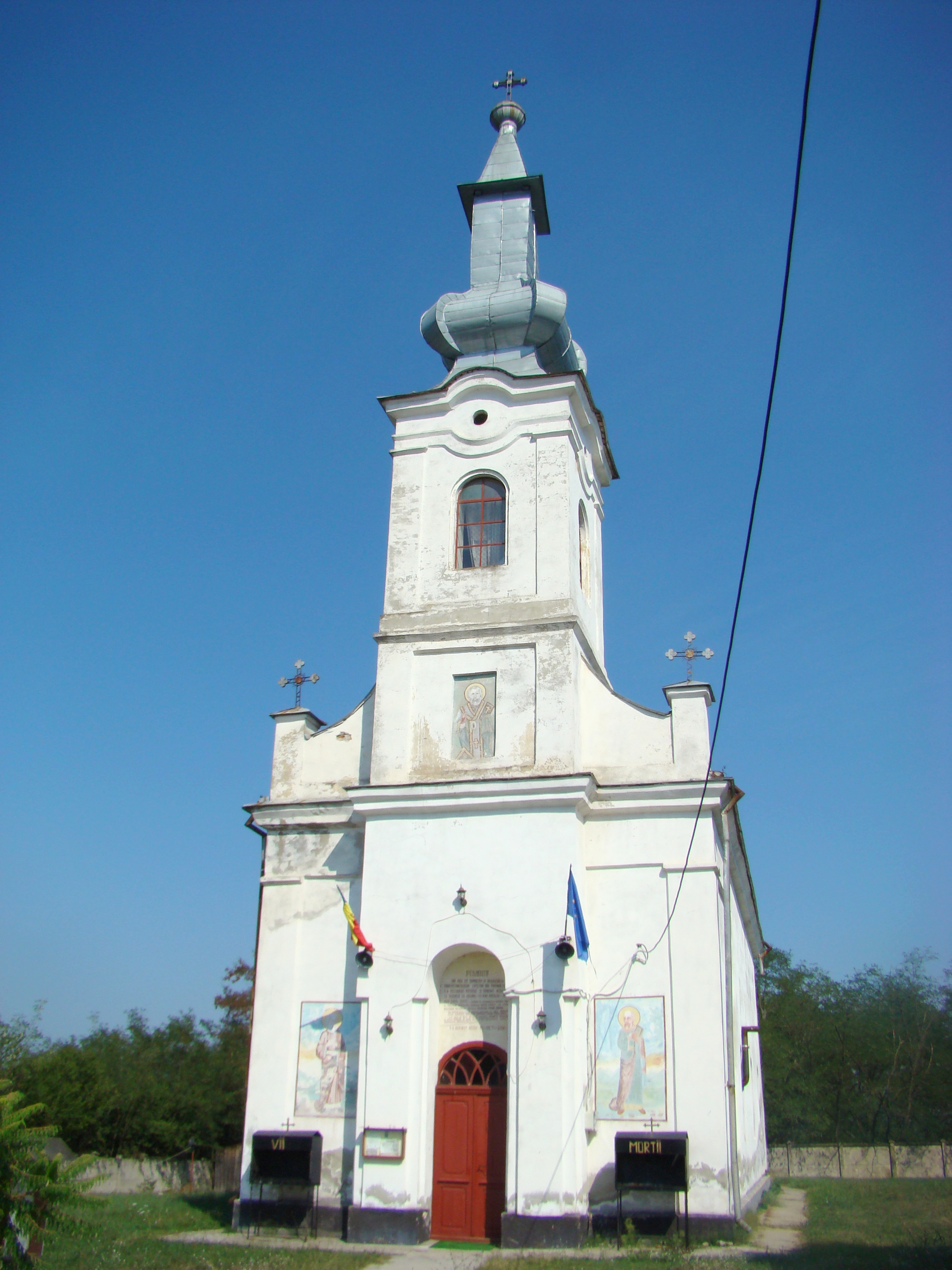
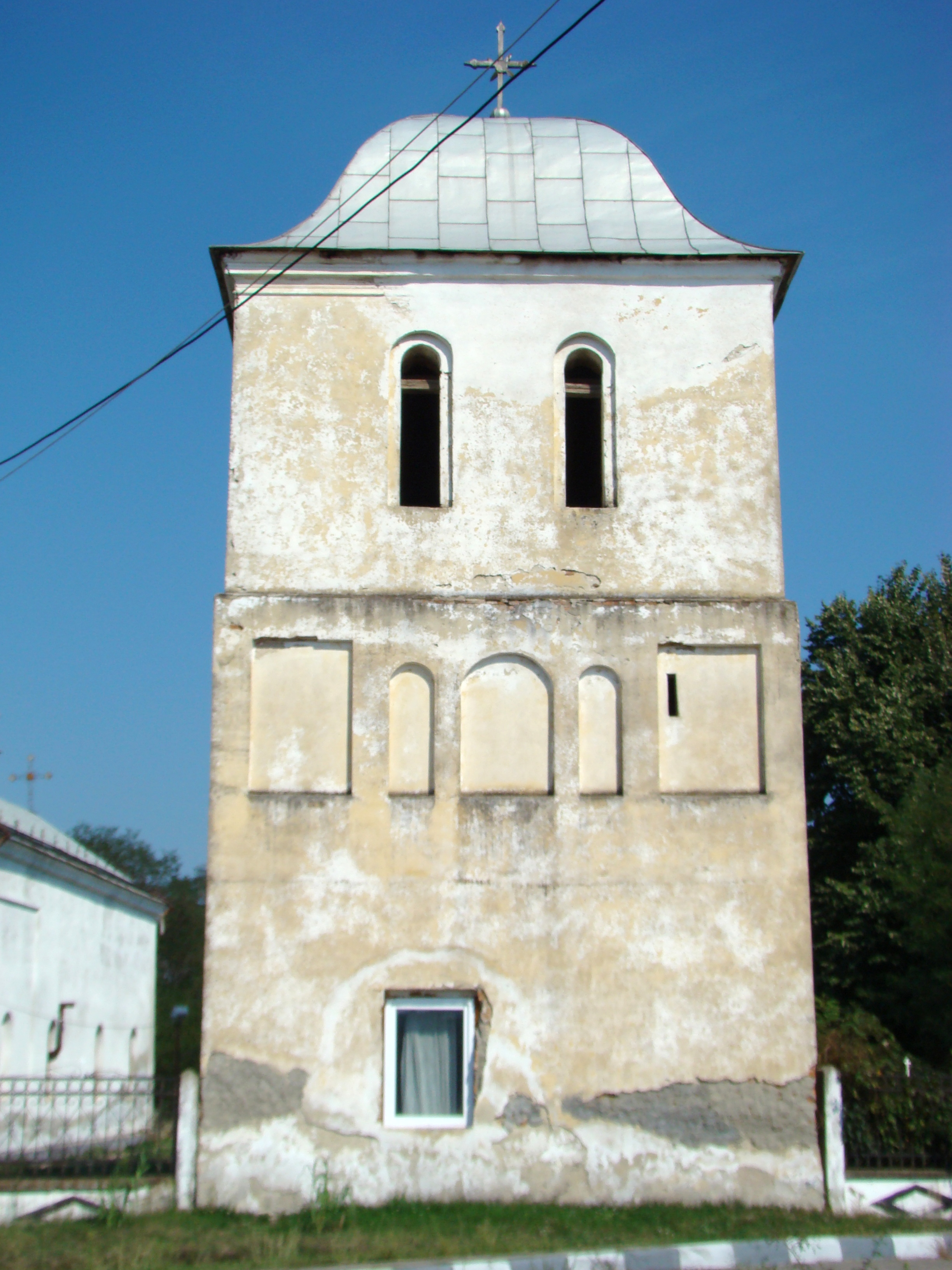
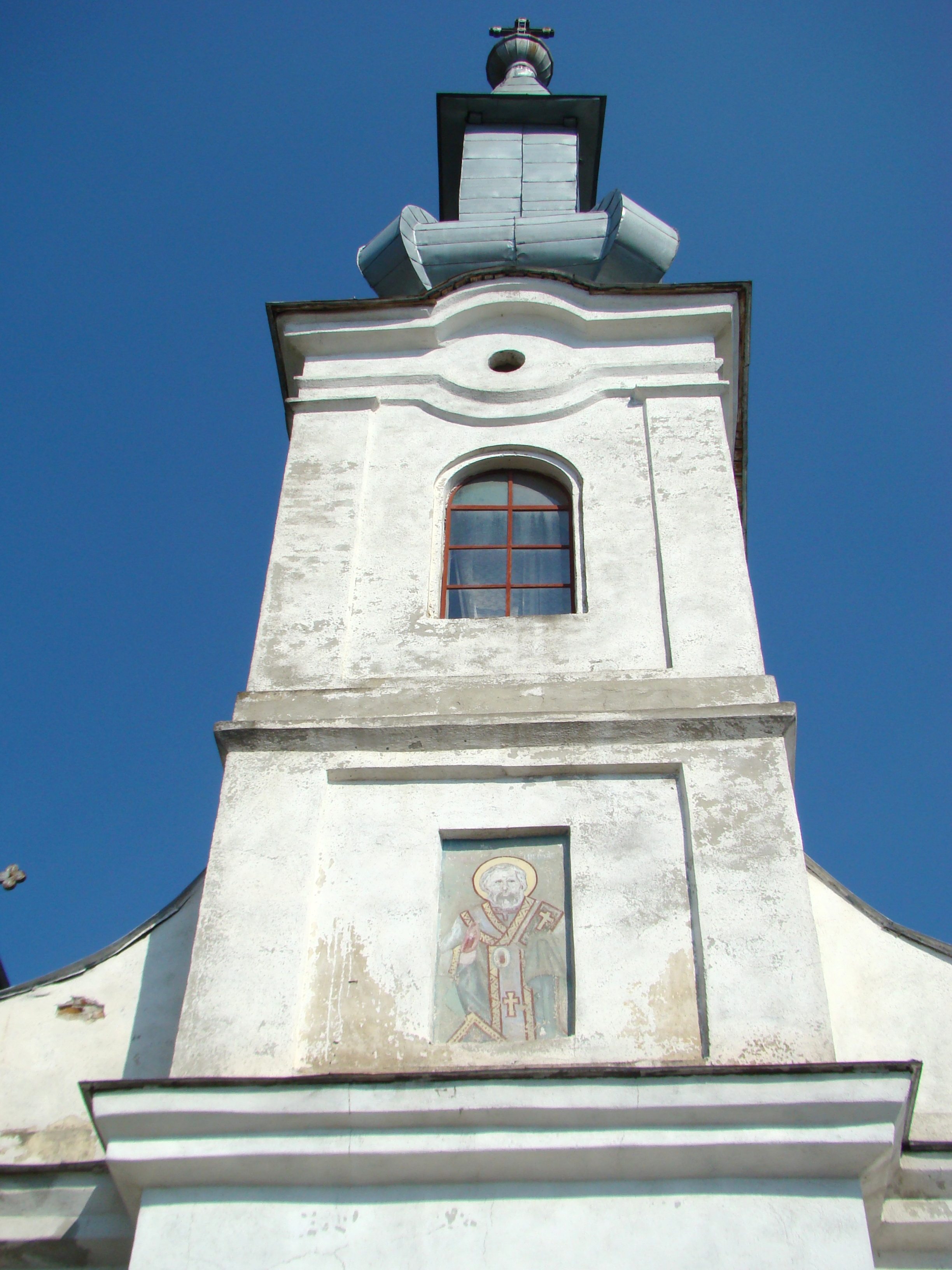
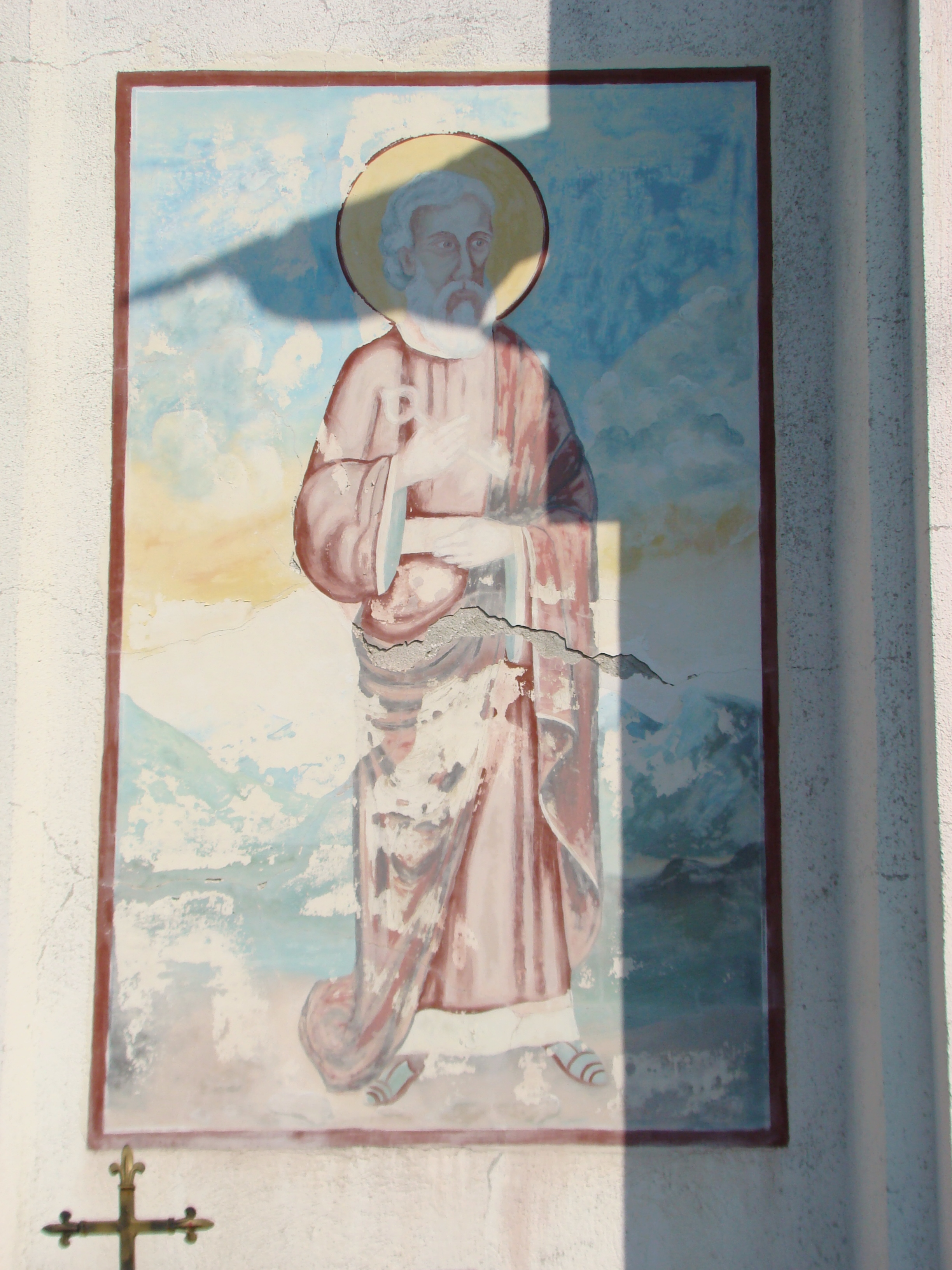
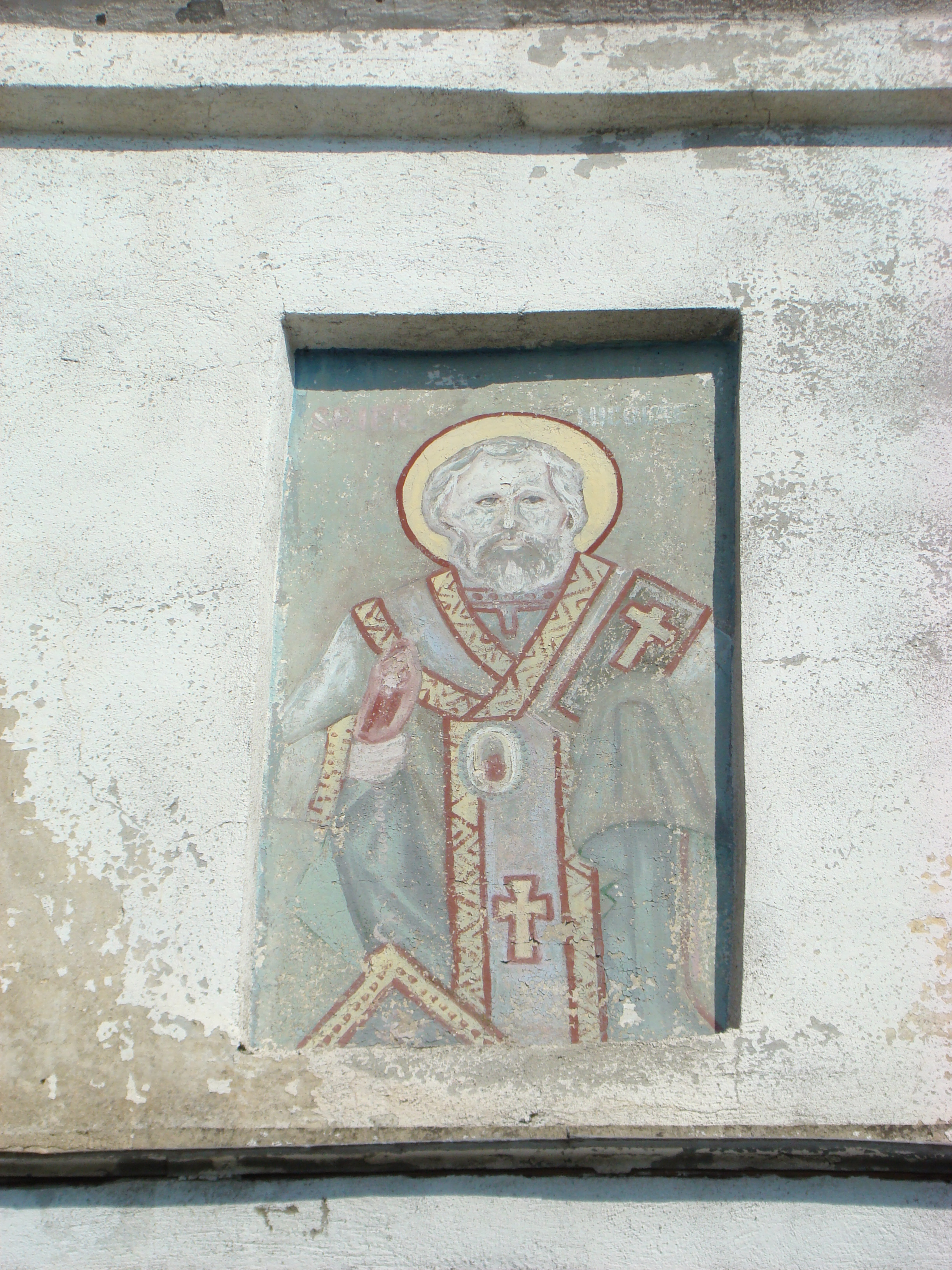
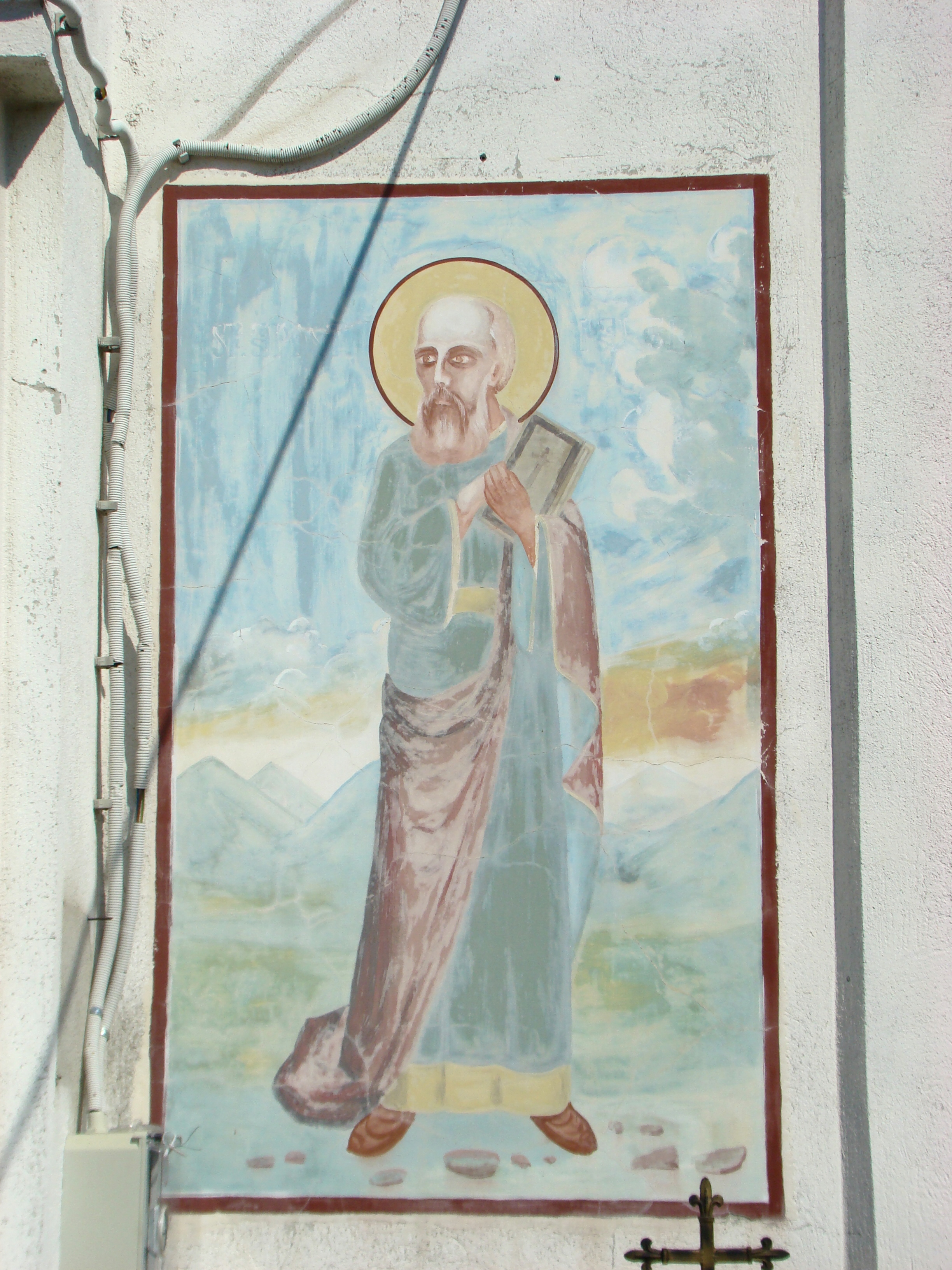
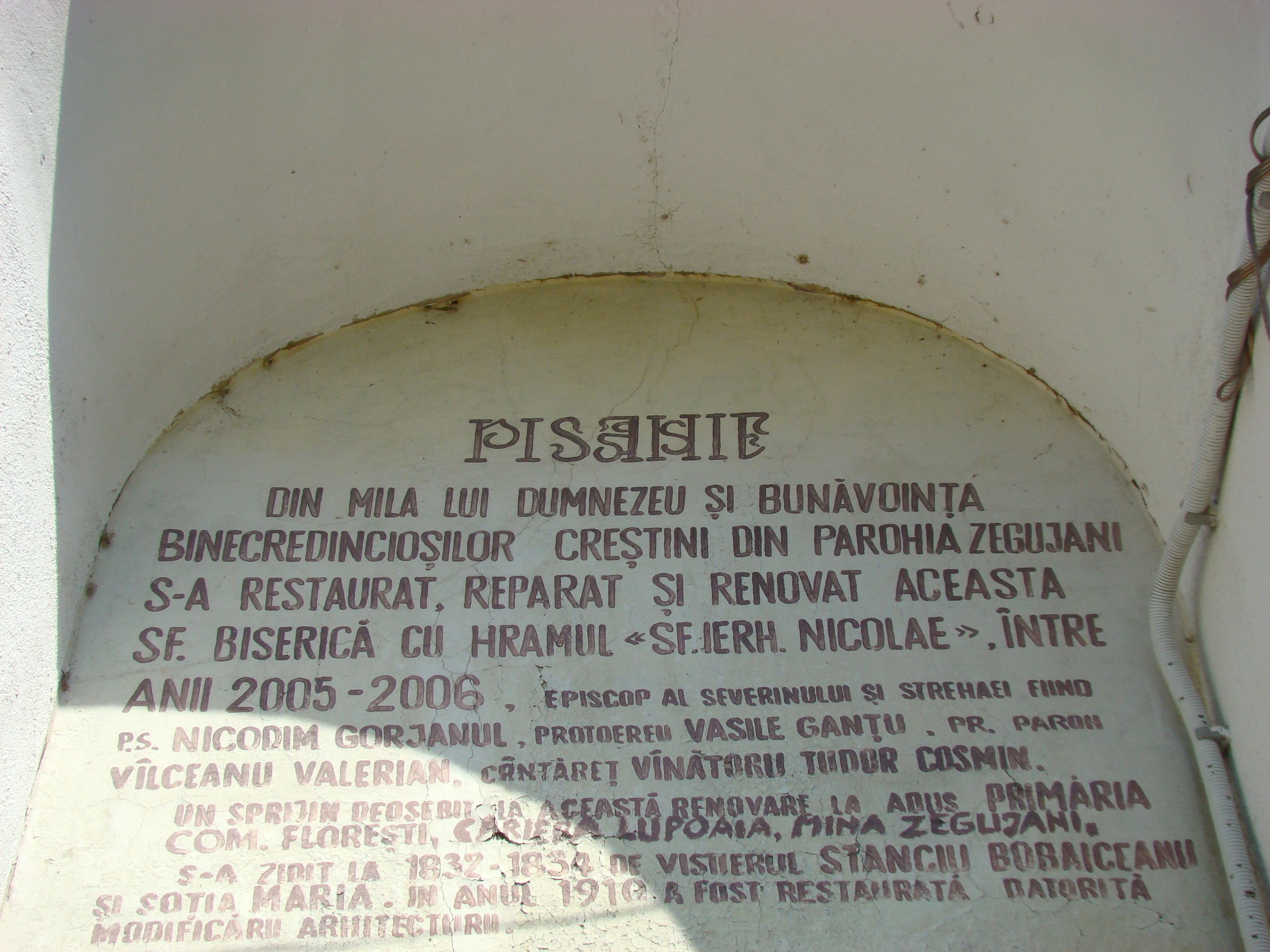
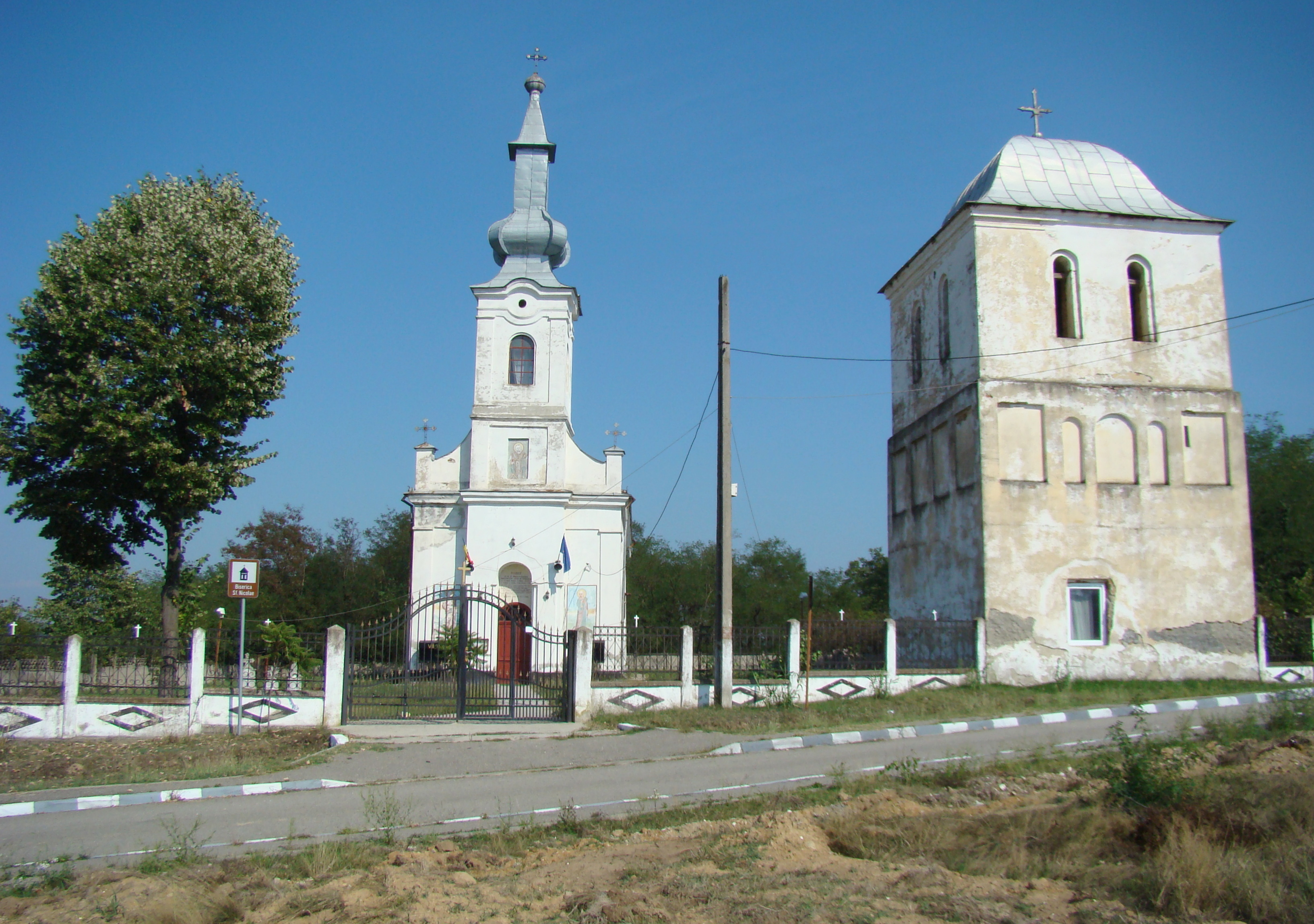
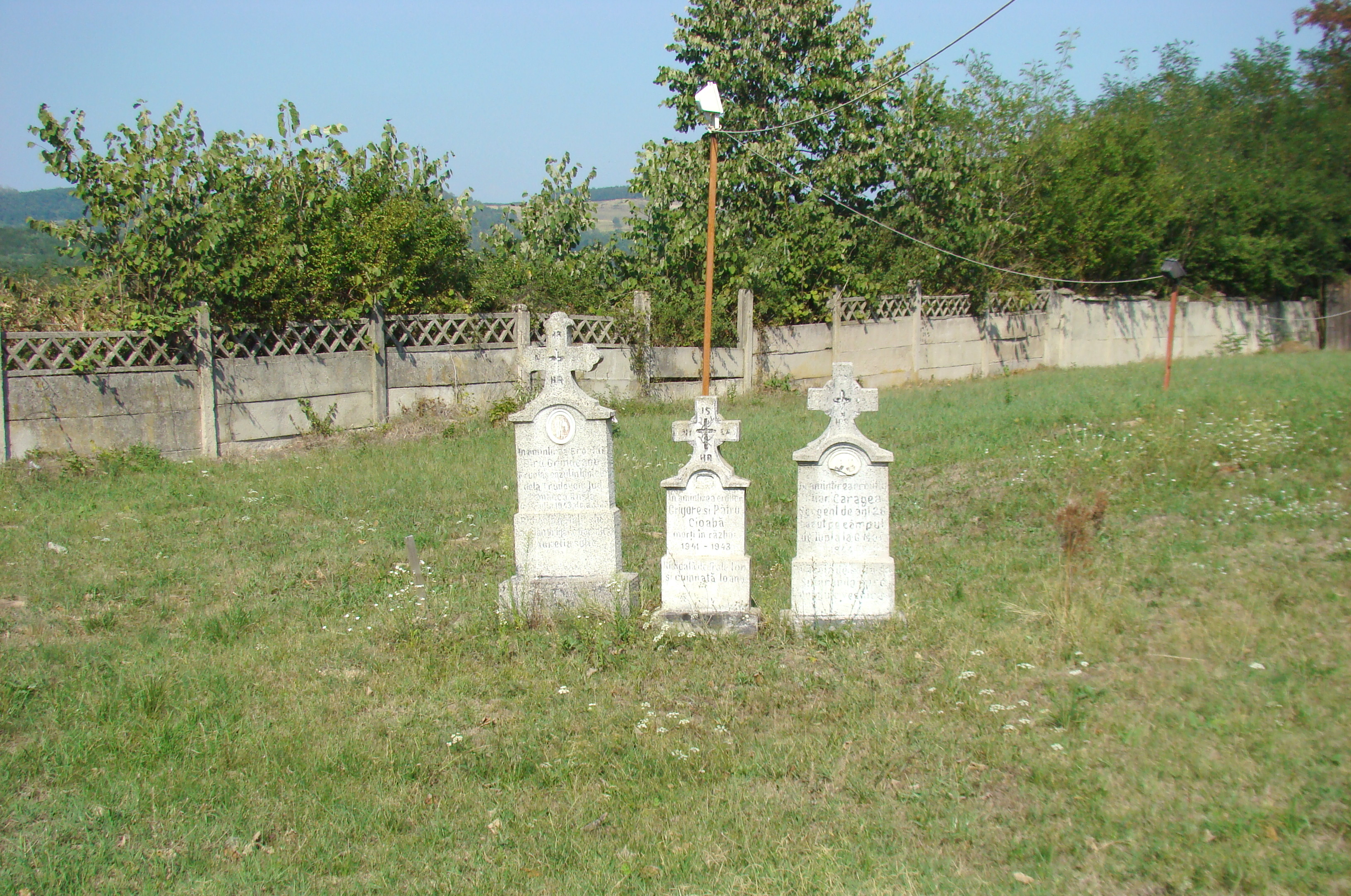
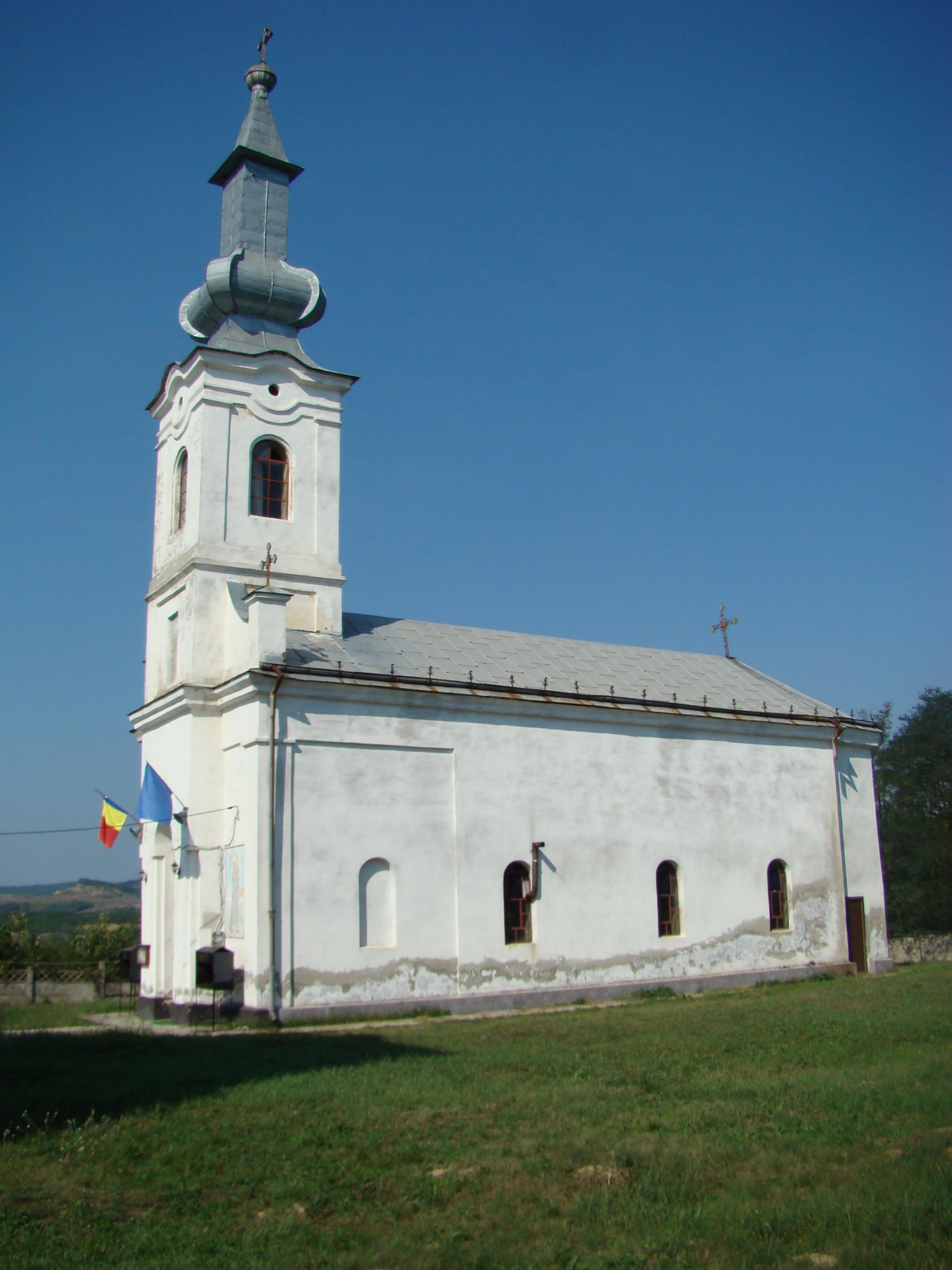
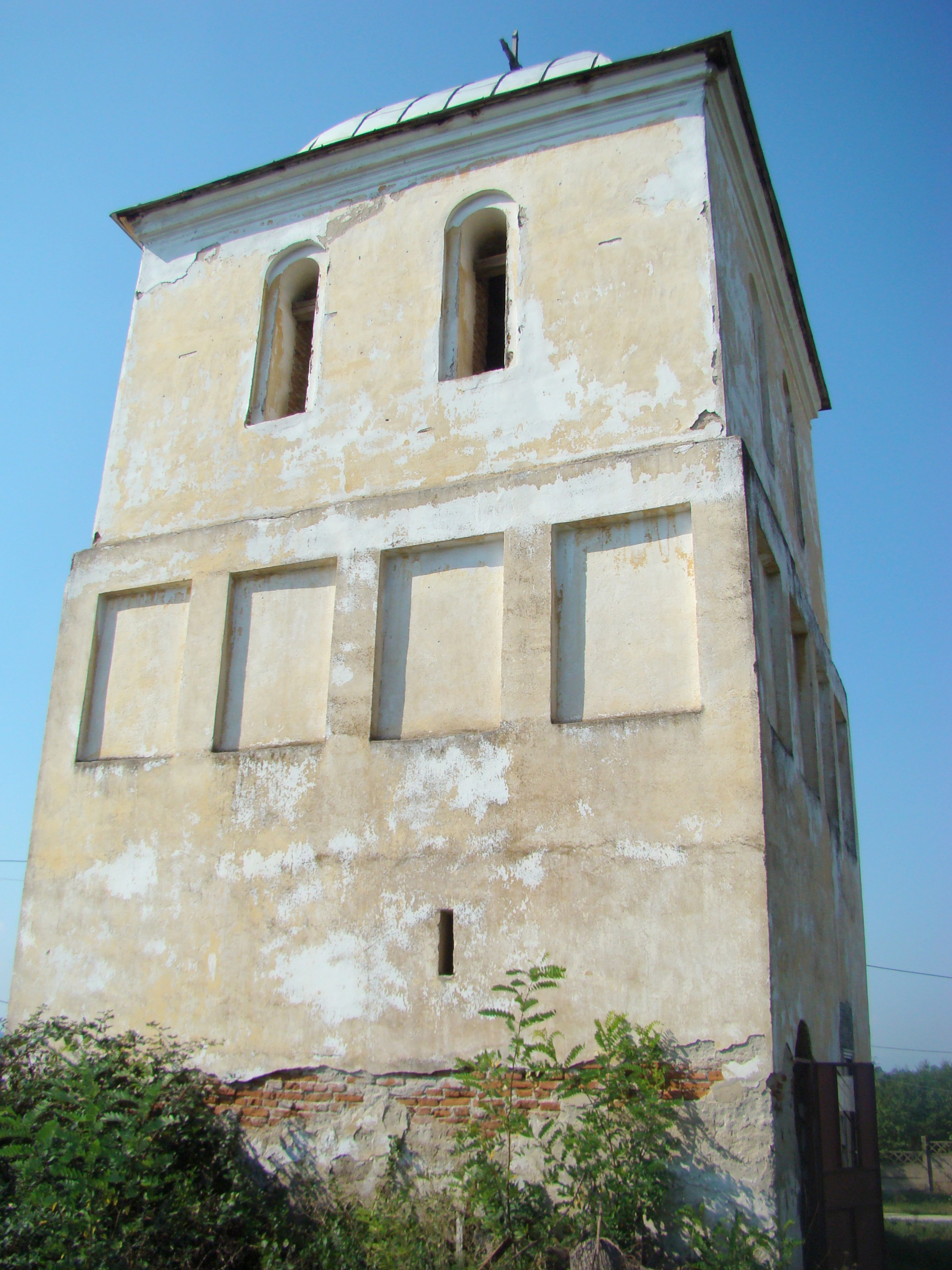
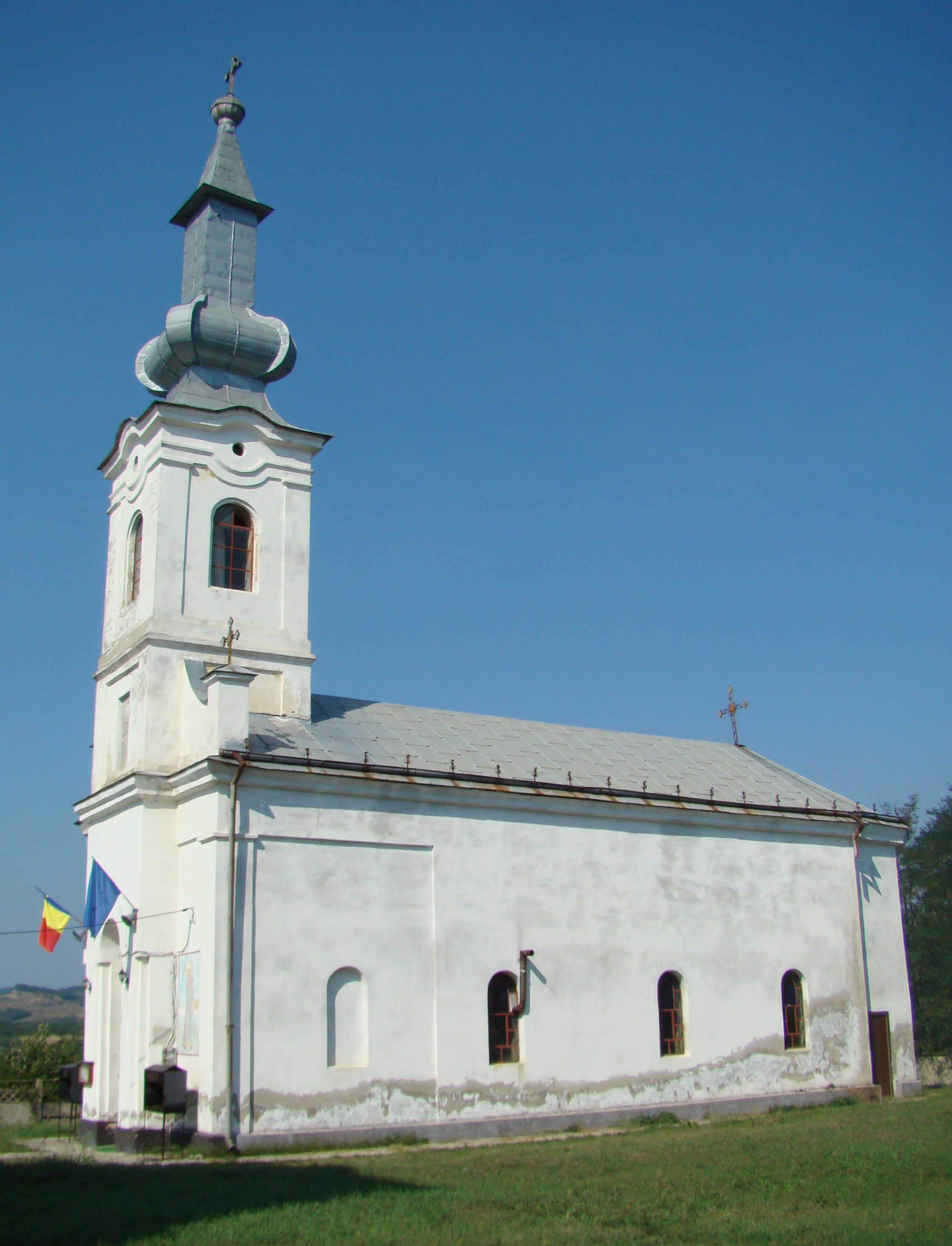
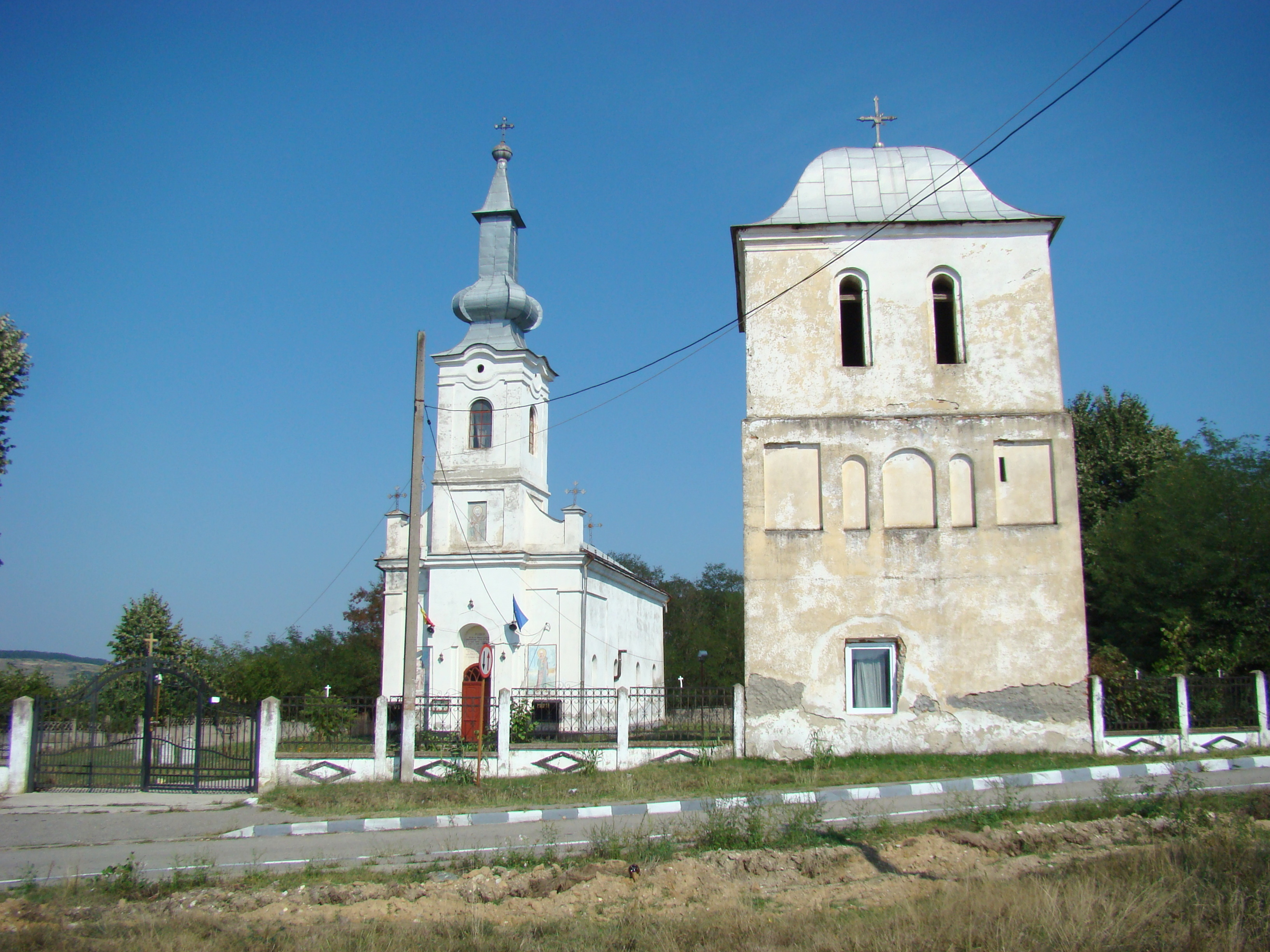
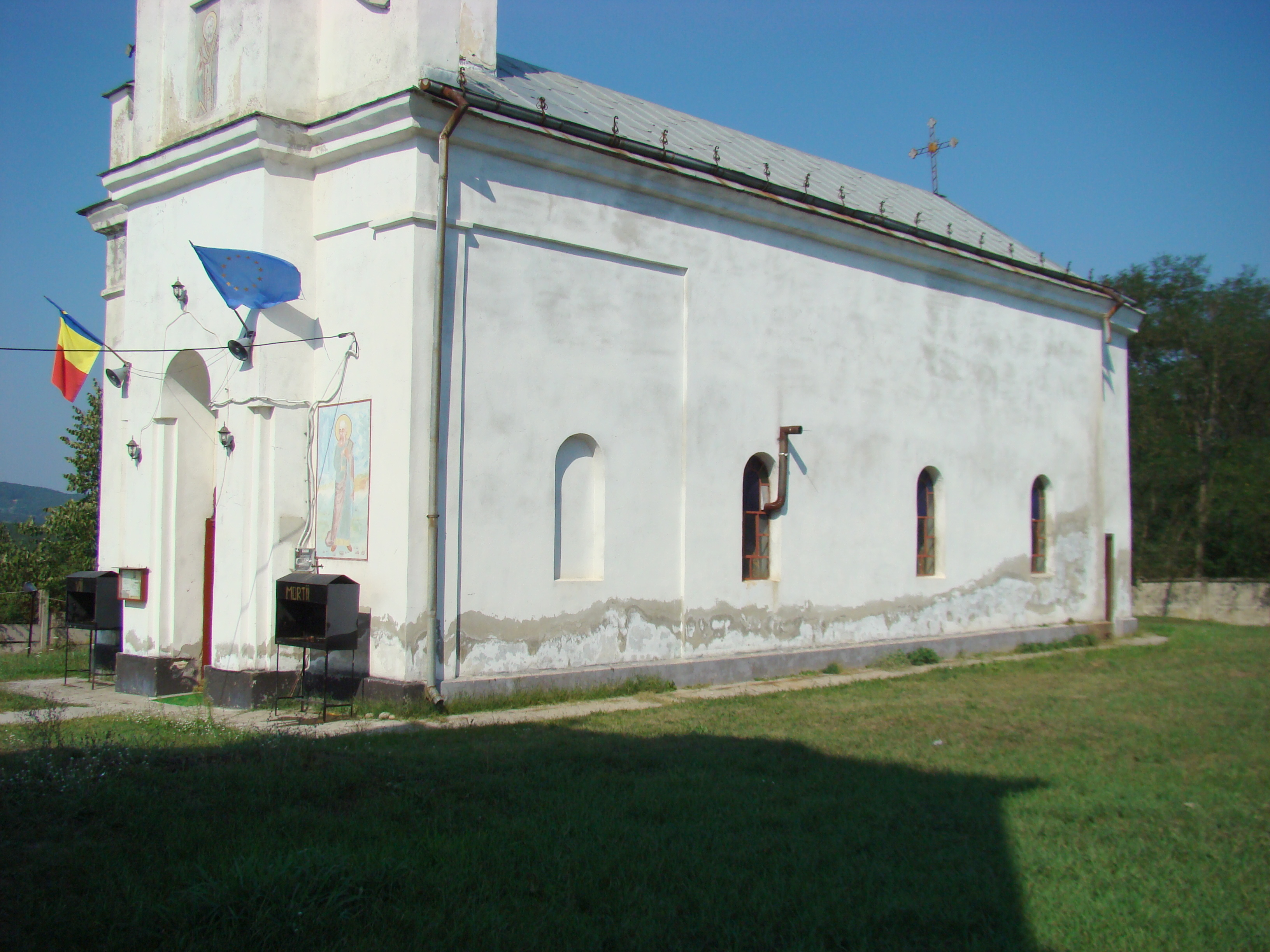
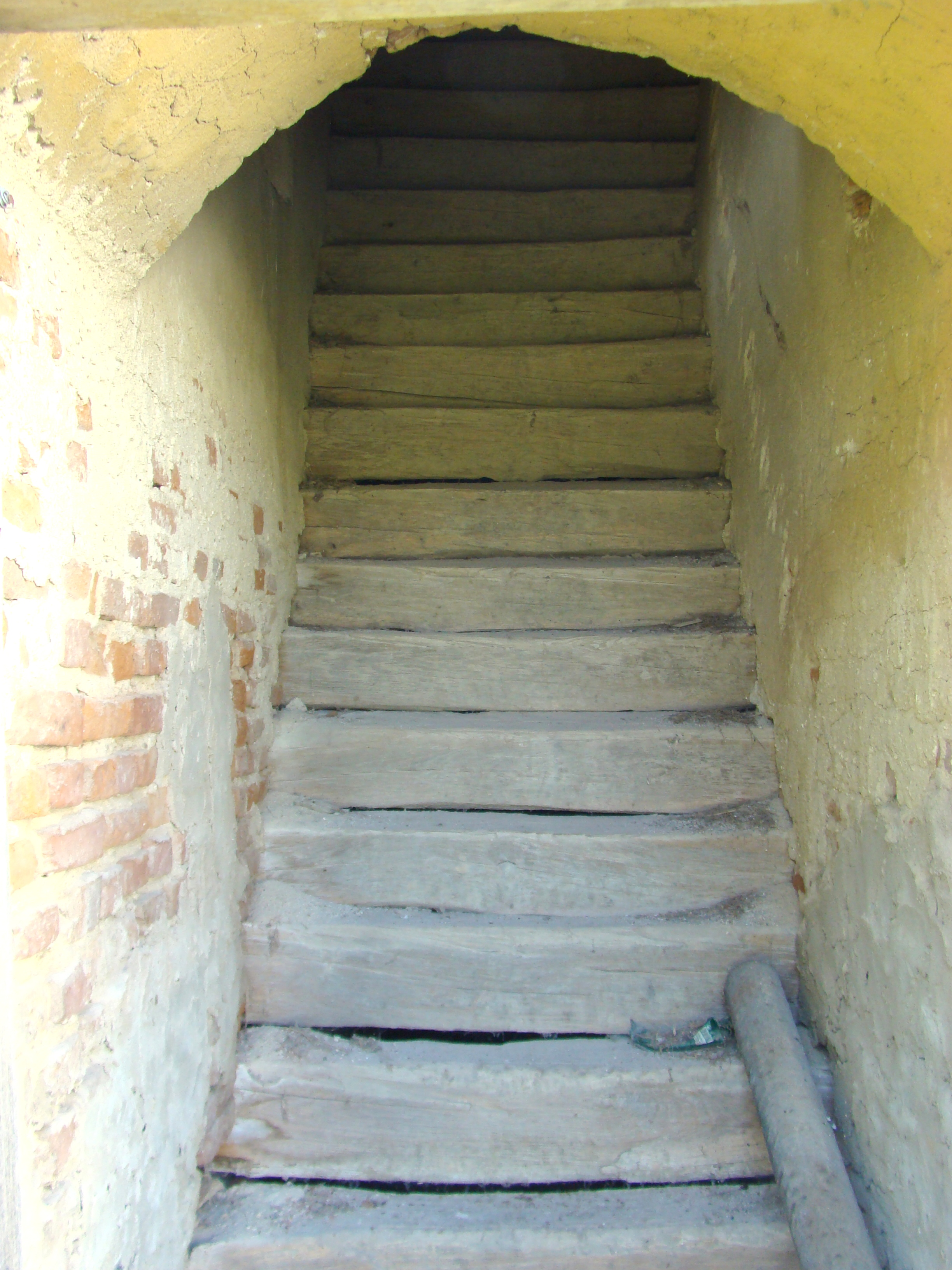
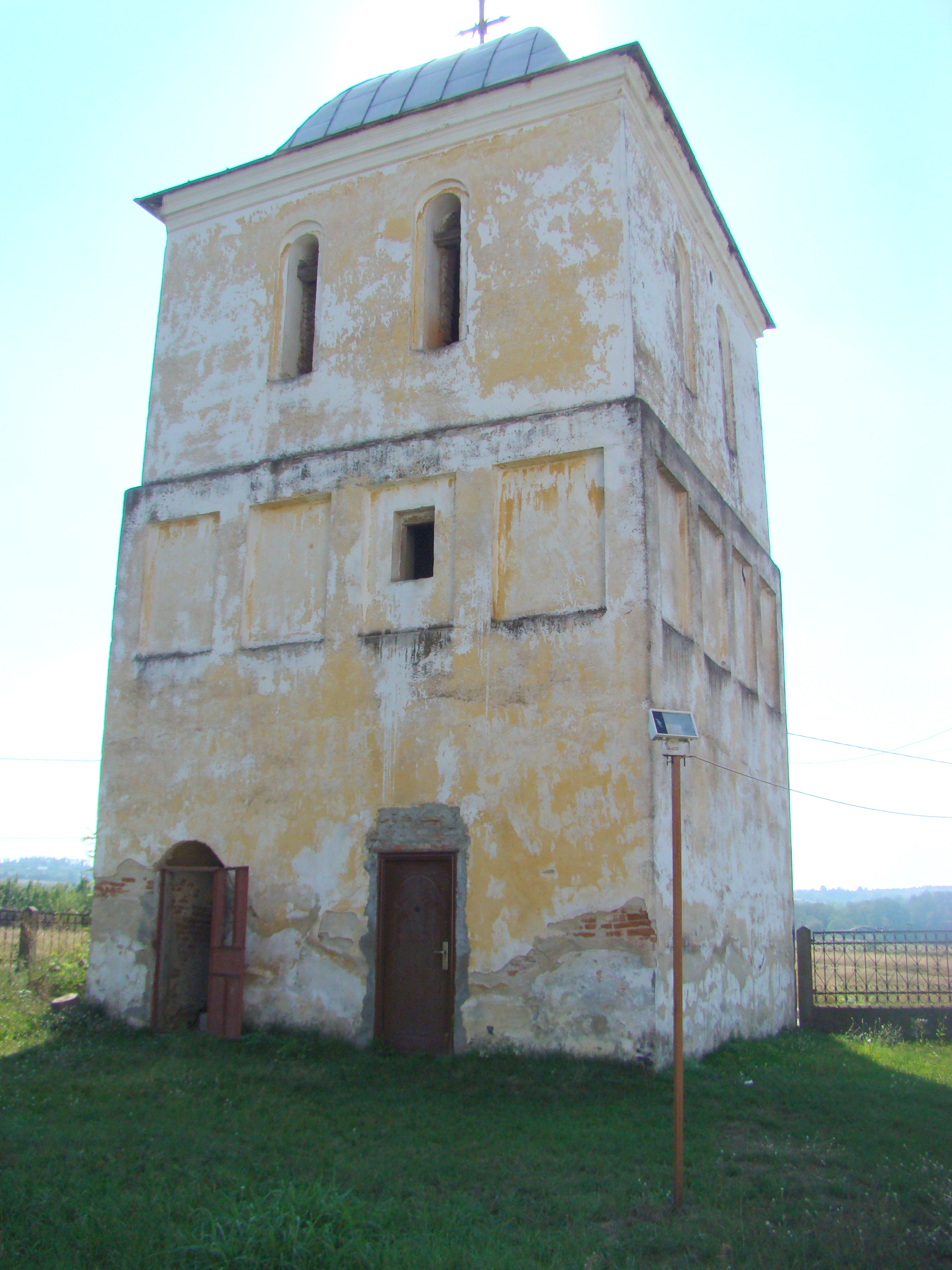
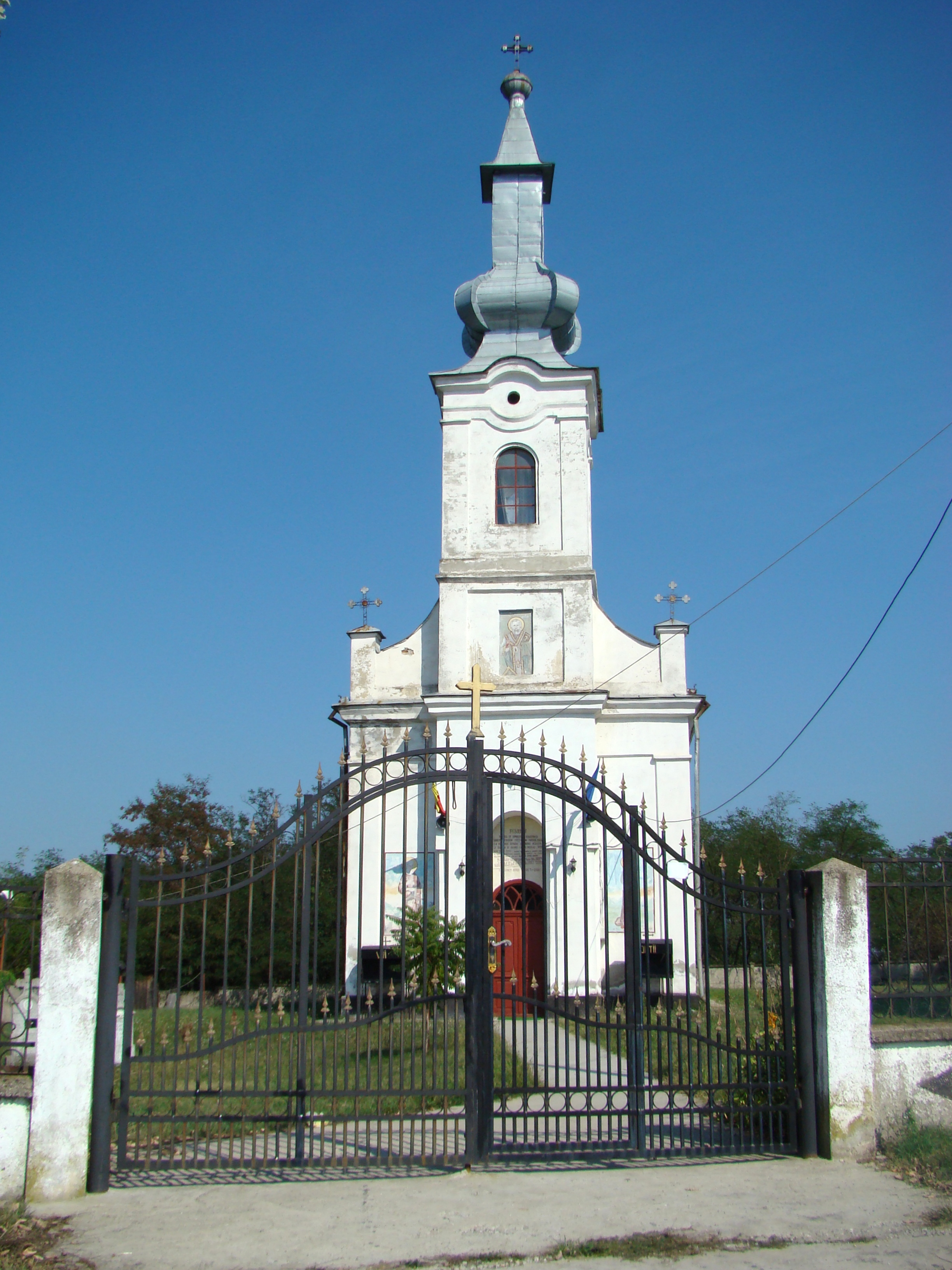
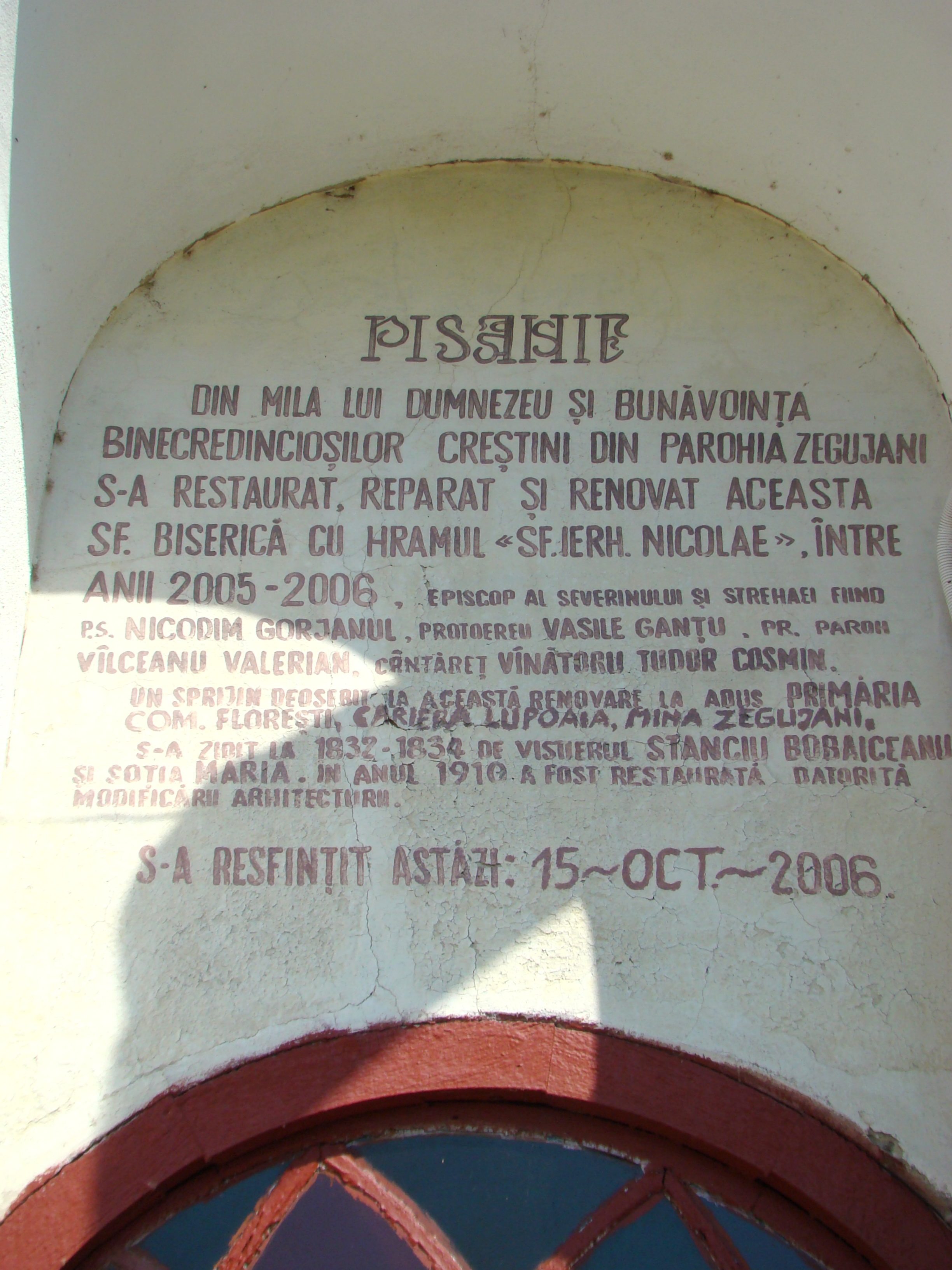

## Legături externe
- Monumente istorice din România - Fișă și localizare de monument
- Biserici din Oltenia cu hramul „Sfântul Nicolae”
- Fișă de monument